# Zygmunt Wolanin
Zygmunt Wolanin ps. Zenon (ur. 30 listopada 1914 w Turzych Rogach, zm. 24 maja 1946 w Warszawie) – major, żołnierz NSZ i NZW.

## Okres przedwojenny
Urodził się jako syn Stanisława i Eleonory z Goławskich. Uczęszczał do szkoły powszechnej w Łukowie, tam też rozpoczął naukę w gimnazjum, którą kontynuował w Pińsku. Po zdaniu matury w 1935 rozpoczął studia na Wydziale Prawa Katolickiego Uniwersytetu Lubelskiego, zamieszkały w Krasnymstawie. Członek SN.

## Okres wojny i powojenny
Komendant placówki w Celinach, następnie komendant II Rejonu NSZ w Łukowie. Po 1944 szef PAS Okręgu Lubelskiego NSZ oraz II Obszaru NZW. 
Aresztowany w lipcu 1945 i sądzony w tzw. procesie 23. Proces toczył się w Warszawie, w gmachu Towarzystwa Higienicznego przy ul. Karowej i był pierwszym wielkim procesem pokazowym w Polsce po 1944. 23 oskarżonych oskarżono o spacyfikowanie 6 czerwca 1945 zamieszkanej przez Ukraińców wsi Wierzchowiny na pograniczu powiatów Krasnystaw i Chełm. Zygmunta Wolanina oskarżono o wydanie rozkazu pacyfikacji. Faktycznie oskarżeni (oprócz jednego) nie byli tego dnia w Wierzchowinach. 
19 marca 1946 Wojskowy Sąd Okręgowy w Warszawie pod przewodnictwem ppłk. A. Janowskiego skazał z 1 Dekr. na karę śmierci siedmiu spośród 23 oskarżonych. Nr sprawy W.1692/46. Zygmunt Wolanin został stracony 24 maja 1946. Pozostawił trójkę dzieci.
Według późniejszych ustaleń ciała straconych siedmiu członków lubelskiego PAS NSZ pochowano w pobliżu glinianek, w rejonie obecnej ul. Grójeckiej w Warszawie, w okolicach współczesnego pomnika Obrońców Warszawy we wrześniu 1939. 
Postanowieniem Sądu Warszawskiego Okręgu Wojskowego w Warszawie z dnia 17 września 1993 wyrok skazujący kpt. Zygmunta Wolanina został unieważniony. 
Decyzją z kwietnia 1995 prezydent RP odznaczył go pośmiertnie Krzyżem Narodowego Czynu Zbrojnego i Krzyżem Partyzanckim.
Grób symboliczny znajduje się na Cmentarzu Wojskowym w Warszawie w Kwaterze „na Łączce”.